# Чемпионат мира по шоссейным велогонкам 1971
Чемпионат мира по шоссейным велогонкам 1971 года проходил 4-5 сентября в Мендризио, Швейцария.

## Призёры
| Велогонка     | Золото                                                                       | Золото   | Серебро                                                                  | Серебро     | Бронза                                                            | Бронза |
| ------------- | ---------------------------------------------------------------------------- | -------- | ------------------------------------------------------------------------ | ----------- | ----------------------------------------------------------------- | ------ |
| Мужчины       |                                                                              |          |                                                                          |             |                                                                   |        |
| Профессионалы | Эдди Меркс · Бельгия                                                         | 6ч39’06" | Феличе Джимонди · Италия                                                 | то же время | Сирилль Гимар · Франция                                           | +1'13" |
| Любители      | Режи Овион · Франция                                                         |          | Фредди Мартенс · Бельгия                                                 |             | Хосе-Луис Вьехо · Испания                                         |        |
| Команды       | Бельгия · Густаф Эрманс · Густаф ван Котер · Луи Веррейд · Лудо Вандерлинден |          | Нидерланды · Федор ден Хертог · Адри Дейкер · Фриц Скюр · Ад ван ден Хук |             | Польша · Эдвард Барсик · Ян Смырак · Станислав Шозда · Луцьян Лис |        |
| Женщины       |                                                                              |          |                                                                          |             |                                                                   |        |
|               | Анна Конкина · СССР                                                          |          | Морена Тартаньи · Италия                                                 |             | Кети ван Остен-Хаге · Нидерланды                                  |        |